# Badanie fragmentaryczne
Badanie fragmentaryczne – badanie odbywające się na próbie statystycznej. Jego istotą jest fakt badania tylko wybranych jednostek, na podstawie których wnioskuje się o poziomie cechy w całej populacji. Używa się przy tym metod statystyki matematycznej. Jego przeciwieństwem jest badanie pełne, które analizuje każdą jednostkę znajdującą się w populacji.